# Rodney Chapman
Rodney Chapman (auch Don Chapman, * um 1970) ist ein US-amerikanischer Hip-Hop- und Jazzmusiker (Tenor- und Sopransaxophon).

## Leben und Wirken
Chapman begann zunächst unter dem Pseudonym „Godfather Don“ eine Karriere in der New Yorker Hip-Hop-Underground-Szene; 1991 erschien sein Debütalbum Hazardous. Er arbeitete in Duo-Projekten wie The Cenobites (mit Kool Keith) und The Groove Merchantz (mit Victor Padilla alias V.I.C.); 1998 kam sein zweites Studioalbum Diabolique heraus. Sein drittes Album, Donnie Brasco, das für 1999 geplant war, wurde 2010 veröffentlicht.  Für das 2020 erschienene Album Osmosis arbeitete er im Duo mit dem Franzosen Parental. Außerdem produzierte er mehrere Alben der Reihe Hydra Beats, des Weiteren Aufnahmen von Künstlern wie Chubb Rock, NAS, Fat Joe, Ultra Magnetic Mc’s, Screwball, Mobb Deep und Cormega.
Nach seiner Hip-Hop-Phase wechselte Chapman zunächst zur Gitarre, bevor er sich auf das Saxophonspiel und Jazzmusik konzentrierte. 2008/09 gehörte er (als Don Chapman) dem Eric Plaks Quintet an, an dessen Alben Some Ones (Cadence Jazz, 2014) und Live at Bronx Community College (CIMP, 2016) er beteiligt war. In den folgenden Jahren spielte er mit Musikern wie Reggie Nicholson, Daniel Carter und Sam Newsome. 2017 nahm Chapman mit Ghosts sein erstes Jazzalbum unter eigenem Namen auf, bei dem er von William Parker und Ronnie Burrage sowie Aquiles Navarro an der Trompete begleitet wurde. 2021 trat er im Barbès in Brooklyn mit Zach Swanson (Bass) und Vijay Anderson (Schlagzeug) auf.